# Rostanga rubra
Rostanga rubra är en snäckart som först beskrevs av Risso 1818.  Rostanga rubra ingår i släktet Rostanga och familjen Rostangidae. Arten är reproducerande i Sverige. Inga underarter finns listade i Catalogue of Life.